# Amstel Gold Race 2013
L'Amstel Gold Race 2013, quarantottesima edizione della corsa, valevole come undicesima prova dell'UCI World Tour 2013, si svolse il 14 aprile 2013 su un percorso di 251,8 km, con partenza da Maastricht e arrivo sulla salita del Cauberg, nei Paesi Bassi. La vittoria fu appannaggio del corridore ceco Roman Kreuziger, il quale completò il percorso in 6h35'21" alla media di 38,21 km/h.

## Squadre partecipanti
| N.      | Cod. | Squadra                 |
| ------- | ---- | ----------------------- |
| 1-8     | AST  | Astana Pro Team         |
| 11-18   | ALM  | AG2R La Mondiale        |
| 21-28   | BLA  | Blanco Pro Cycling Team |
| 31-38   | BMC  | BMC Racing Team         |
| 41-48   | CAN  | Cannondale Pro Cycling  |
| 51-58   | EUS  | Euskaltel-Euskadi       |
| 61-68   | FDJ  | FDJ                     |
| 71-78   | KAT  | Katusha Team            |
| 81-88   | LAM  | Lampre-Merida           |
| 91-98   | LTB  | Lotto-Belisol Team      |
| 101-108 | MOV  | Movistar Team           |
| 111-118 | OPQ  | Omega Pharma-Quickstep  |
| 121-128 | OGE  | Orica-GreenEDGE         |

| N.      | Cod. | Squadra                     |
| ------- | ---- | --------------------------- |
| 131-138 | SKY  | Sky Procycling              |
| 141-148 | ARG  | Team Argos-Shimano          |
| 151-158 | GRS  | Garmin-Sharp                |
| 161-168 | RLT  | RadioShack-Leopard          |
| 171-178 | TST  | Team Saxo-Tinkoff           |
| 181-188 | VCD  | Vacansoleil-DCM             |
| 191-198 | AJW  | Accent Jobs-Wanty           |
| 201-208 | CRE  | Crelan-Euphony              |
| 211-218 | IAM  | IAM Cycling                 |
| 221-228 | TNE  | Team NetApp-Endura          |
| 231-238 | EUC  | Team Europcar               |
| 241-248 | TSV  | Topsport Vlaanderen-Baloise |

## Ordine d'arrivo (Top 10)
| Pos. | Corridore          | Squadra        | Tempo    |
| ---- | ------------------ | -------------- | -------- |
| 1    | Roman Kreuziger    | Saxo-Tinkoff   | 6h35'21" |
| 2    | Alejandro Valverde | Movistar Team  | a 22"    |
| 3    | Simon Gerrans      | Orica-GreenE.  | s.t.     |
| 4    | Michał Kwiatkowski | Omega Pharma   | s.t.     |
| 5    | Philippe Gilbert   | BMC Racing     | s.t.     |
| 6    | Sergio Henao       | Sky Procycling | s.t.     |
| 7    | Björn Leukemans    | Vacansoleil    | s.t.     |
| 8    | Pieter Weening     | Orica-GreenE.  | s.t.     |
| 9    | Enrico Gasparotto  | Astana         | s.t.     |
| 10   | Bauke Mollema      | Blanco         | s.t.     |